# Xã Manlius, Quận Bureau, Illinois
Xã Manlius (tiếng Anh: Manlius Township) là một xã thuộc quận Bureau, tiểu bang Illinois, Hoa Kỳ. Năm 2010, dân số của xã này là 653 người.